# Brenda Kirk
Brenda Kirk (11 de enero de 1951 - 6 de septiembre de 2015) fue una jugadora de tenis sudafricana.

## Carrera
Su mejor resultado en individuales en un torneo de Grand Slam fue alcanzar la tercera ronda en el Campeonato de Wimbledon de 1971.
En enero de 1971 ganó el título individual del Campeonato Natal Sugar. Ganó dos títulos de dobles durante su carrera; en julio de 1971 ganó el Torneo de Gstaad junto a Laura Rossouw y en julio de 1972 ganó el Abierto de Irlanda con Pat Walkden.
Jugó para el equipo sudafricano de la Fed Cup en 15 enfrentamientos entre 1969 y 1973, con un récord de 17 victorias y 10 derrotas. Formó parte del equipo sudafricano que ganó la Copa Federación de 1972 después de una victoria en la final sobre Gran Bretaña en el Estadio Ellis Park en Johannesburgo, Sudáfrica.

## Vida personal
Kirk se casó con Jimmy Dimitriou en 1975 y la pareja tuvo dos hijos. Se divorciaron y más tarde se casó con Iain Bryson, con quien tuvo un hijo. Kirk falleció mientras dormía el 6 de septiembre de 2015.

## Finales de carrera

### Dobles: 10 (2 títulos, 8 subcampeonatos)
| Resultado | GP  | Fecha    | Torneo                              | Superficie | Compañera     | Adversarias                      | Resultado                |
| --------- | --- | -------- | ----------------------------------- | ---------- | ------------- | -------------------------------- | ------------------------ |
| Derrota   | 0–1 | Abr 1971 | Abierto de Sudáfrica                | Dura       | Laura Rossouw | Margaret Smith Evonne Goolagong  | 3–6, 2–6                 |
| Victoria  | 1–1 | Jul 1971 | Torneo de Gstaad                    | Arcilla    | Laura Rossouw | Françoise Dürr Lea Pericoli      | 8–6, 6–3                 |
| Derrota   | 1–2 | May 1972 | Campeonato británico de pista dura  | Dura       | Betty Stöve   | Evonne Goolagong Helen Gourlay   | 5–7, 1–6                 |
| Derrota   | 1–3 | Jun 1972 | Torneo de Queen's Club              | Césped     | Pat Walkden   | Rosie Casals Billie Jean King    | 7–5, 0–6, 2–6            |
| Victoria  | 2–3 | Jul 1972 | Abierto de Irlanda                  | Césped     | Pat Walkden   | Evonne Goolagong Karen Krantzcke | 6–3, 8–10, 6–2           |
| Derrota   | 2–4 | Jul 1972 | Campeonatos del Norte de Inglaterra | Césped     | Pat Walkden   | Evonne Goolagong Helen Gourlay   | Premio dividido (lluvia) |
| Derrota   | 2–5 | Ago 1972 | Masters de Cincinnati               | Arcilla    | Pat Walkden   | Margaret Court Evonne Goolagong  | 4–6, 1–6                 |
| Derrota   | 2–6 | Ago 1972 | Masters de Canadá                   | Arcilla    | Pat Walkden   | Margaret Court Evonne Goolagong  | 6–3, 3–6, 5–7            |
| Derrota   | 2–7 | Ago 1972 | Virginia Slims de Pensilvania       | Césped     | Pat Walkden   | Virginia Wade Sharon Walsh       | 6–3, 3–6, 5–7            |
| Derrota   | 2–8 | Nov 1972 | Copa Dewar                          | Moqueta    | Sharon Walsh  | Margaret Court Virginia Wade     | 4–6, 4–6                 |